# آرنس د یدو
آرنس د یدو (به اسپانیایی: Arens de Lledó) یک شهرستان در اسپانیا است که در استان تروئل واقع شده‌است.

## خصوصیات
آرنس د یدو ۳۴ کیلومترمربع مساحت و ۲۲۶ نفر جمعیت دارد.